# جغلون
جَغلون (بالإنجليزية: Juglone)‏: مركبات عضوية قطبية. ويركب طبيعيا في أوراق، وجذور، ولحاء نباتات الفصيلة الجوزية، وخصوصاً شجر الجوز الأسود. الجغلون هو مركب مثبط للنمو (allelopathic)، وهذا يعني أن إحدى النباتات تركبه لكي يثبط نمو النبات الآخر، أي أنه مركب للتقاتل بين النباتات. فالبستانيون يعرفون تماماً بأن الزراعة تحت أو قرب شجر الجوز الأسود في غاية الصعوبة. يتلخص عمل الجغلون في تثبيط عمل بعض أنزيمات الاستقلاب. ويستخدم في بعض الأحيان كمبيد للأعشاب. يوجد عدد من النباتات المقاومة للجغلون مثل شجر القيقب، وشجر البتولا، شجر الزان، وآخرون.
ويوجد بنسبة حوالي 2 غ/كغ في قشر شجر الجوز النضر. يعطي لون أصفر ضارب إلى السمرة على الصوف والحرير، أو لون قرنفلي إذا استخدم الألمنيوم كمرسخ لوني. كما يستخدم لتلوين مواد التجميل كالدهون الواقي من الشمس، وصباغة الشعر. ويعرف في الصناعة الغذائية بـ (C.I. Natural Brown 7 or C.I. 75500). ويستخدم أيضاً في صناعة الأحبار. الجغلون هو مركب متماكب مع لوسون.

## وصلات خارجية
- سميّة الجغلون
- الموت بالجوز الأسود

## ثبت المراجع
1. 1 2 3 4 5  juglone (بالإنجليزية), QID:Q278487
2. ↑  Jean-Claude Bradley; Antony John Williams; Andrew S.I.D. Lang (2014). "Jean-Claude Bradley Open Melting Point Dataset". Figshare (بالإنجليزية). DOI:10.6084/M9.FIGSHARE.1031637.V2. QID:Q69644056.
3. ↑  juglone، معهد المعلوماتية الحيوية الأوروبي، QID:Q902623
4. ↑  ChEBI release 2020-09-01، 1 سبتمبر 2020، QID:Q98915402
5. ↑  Encyclopedia Of Textile Finishing,H.K.Rouette,2000,V.2,page.5